# SC Einheit Dresde
Ne doit pas être confondu avec le Dresdner SC, contrairement à une idée établie le SC Einheit dont la section football s’arrêta en 1966, n’est pas directement lié à ce glorieux club saxon. Ce fut le successeur du SC Einheit, le FSV Lokomotive Dresden qui devint l’actuel Dresdner SC après la réunification allemande.
Maillots
Dernière mise à jour : 3 mars 2011.
Le SC Einheit Dresden fut un club sportif allemand localisé dans la ville de Dresde, dans la Saxe.
Le SC Einheit Dresden fut étroitement lié avec la Kinder-und Jugendsportschule (KJS) Dresden qui servait de centre de recrutement duquel les meilleurs éléments rejoignaient le SC Einheit.
Ce club comporta de nombreuses sections sportives différentes: Athlétisme, Canoë, Échecs, Escrime, Gymnastique, Haltérophilie, Hockey sur glace, Lutte, Natation, Patinage artistique, Patinage de vitesse, Plongeon, Tennis de table et bien évidemment le Football.
Parmi les athlètes les plus connus, produits par le SC Einheit Dresden il y eut: Ellen Kießling, Andreas Busse, Hagen Melzer et Jörg Peter, mais surtout la championne du Monde 1987 de l’Heptathlon Ramona Neubert.
Après la réunification allemande, la section athlétisme du SC Einheit Dresden rejoignit celle du Dresdner SC 1898.

## Histoire (football)

### SG Dresden-Mickten
Certains documentalistes/archivistes font remonter les racines du club au glorieux Dresdner SC 1898. Mais toutefois, cette liaison est plutôt indirecte. Dresdner SC 1898 fut dissous par les Alliés, comme tous les clubs et associations allemands (voir Directive no 23), en 1945. Il fut reconstitué sous l’appellation SG Dresden-Friedrichstadt. 
Le SG Dresden-Friedrichstadt s’illustra dès la reprise des compétitions. Lors de la première saison de la DDR-Oberliga, en 1949-1950, ce club disputa le titre avec le ZSG Horst Zwickau. Après une lourde défaite (1-5), dans le match décisif, les supporters de Dresde crièrent à la manipulation politique et provoquèrent une émeute. En guise de sanction, les dirigeants politiques provoquèrent la dissolution du SG Dresden-Friedrichstadt et le transfert des joueurs vers le SG VVB Tabak Dresden. Mais en cette période de tensions internationales, les joueurs préfèrent l’argent des clubs professionnels de l’Ouest et quittèrent le pays (majoritairement via Berlin-Ouest). Parmi eux se trouvait Helmut Schön, futur sélectionneur fédéral de la RFA.
Faute d’avoir une équipe suffisamment compétitive, les responsables politiques décidèrent que les activités de ce qu’il restait de l’ancien SG Dresden-Friedrichstadt seraient reprises par un autre club le SG Dresden-Mickten.
Le 1er mai 1950, dans le cadre de la restructuration des entités sportives est-allemandes, le SG Dresden-Mickten fut renommé BSG Sachsenverlag Dresden, littéralement les « Éditions de Saxe de Dresde ».

### BSG Sachsenverlag Dresden
Alors que la place libérée en DDR-Oberliga fut arbitrairement donnée au nouvellement créé SG Volkspolizei Dresden, le BSG Sachsenverlag Dresden (qui récupéra d’anciens joueurs du SG Friedrichstadt qui n’avaient pas fui) joua et s’illustra dans Sachsen Meisterschaft (Championnat de Saxe). À la suite de cela, il participa au tour final pour la montée qu’il remporta devant BSG KWU Weimar et BSG Eisenhüttenwerk Thale. Ces trois clubs montèrent dans la plus haute division.
En fin de saison, le BSG Sachsenverlag Dresden fut renommé BSG Rotation Dresden.

### BSG Rotation Dresden

Logo du BSG Rotation Dresden

Après une première saison moyenne, Rotation Dresden se classa 4e de la DDR-Oberliga en 1952 et en 1953.
Dans le courant de l’année 1954, les responsables du Deutscher Sportausschuß restructurèrent les activités sportives en RDA. Ce fut la création des Sportclubs.
La section football du BSG Rotation Dresden devint alors  le SC Einheit Dresden.

### SC Einheit Dresden
À la fin du championnat 1954-1955, le SC Einheit Dresden termina à la 4e place de la plus haute division. Lors des saisons suivantes (jouées selon le modèle soviétique, c'est-à-dire durant la même année calendrier), le club resta en milieu de classement.
Le 14 décembre 1958, il remporta la FDGB-Pokal, en battant le SC Lokomotive Leipzig (2-1, après prolongation), lors d’une finale jouée à Cottbus.
Parvenant à se maintenir de justesse en 1959 et en 1960, le SC Einheit Dresden fut relégué à la fin de la saison 1961-1962 qui fut la première rejouée selon le schéma conventionnel.
Le club tenta de remonter parmi l’élite, mais 3e en 1963, il échoua à la 2e place l’année suivante derrière son rival local, le nouveau Dynamo Dresde, recréé la 1re janvier 1955 quand il reprit la place du SC DHfK Leipzig en I. DDR-Liga.
7e au terme du championnat 1964-1965, le club subit les effets d’une nouvelle reforme des structures sportives est-allemandes. Celle permettait la constitution de club de football indépendant des structures déjà existantes (mais toujours étroitement surveillées et dirigées par le pouvoir politique).
Le 12 janvier 1966, la section football du SC Einheit Dresden laissa la place au Fussbalspielvereinigung Lokomotive Dresden ou FSV Lokomotive Dresden.

## Localisation

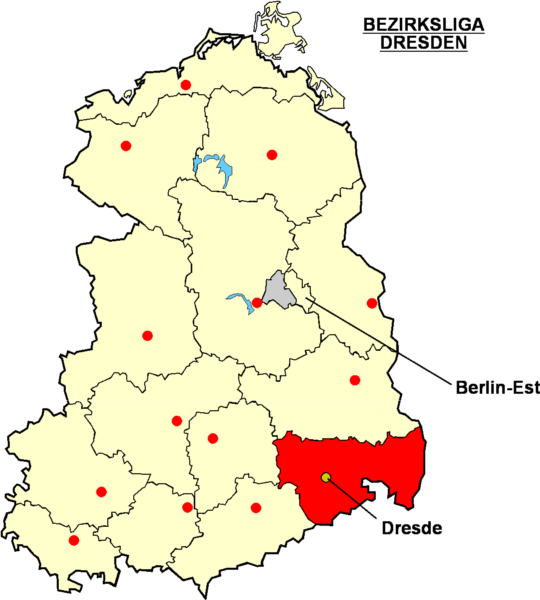
Localisation de Dresde dans la Bezirksliga Dresden

## Palmarès
- Champion de Saxe:1950.
- Vainqueur de la FDGB-Pokal: 1958.